# Stemmatophora aglossalis
Stemmatophora aglossalis är en fjärilsart som beskrevs av Caradja 1937. Stemmatophora aglossalis ingår i släktet Stemmatophora och familjen mott. Inga underarter finns listade i Catalogue of Life.